# ماتيو ليفين
ماتيو ليفين (بالفرنسية: Mathieu Lewin)‏ هو رياضياتي فرنسي، ولد في 14 نوفمبر 1977 في سينليس في فرنسا.